# Martin Rosengardten
Hans Martin Zackarias Lundgren Rosengarten, född 28 februari 1976 i Kalmar, är en svensk skådespelare och regissör. Han är utbildad vid Teaterhögskolan i Malmö och Dramatiska Institutet i Stockholm och har varit anställd på bland annat Dramaten, Radioteatern och Stockholms stadsteater, där han gjort många roller. Han spelade Reine Brynolfsson i miniserien Smärtpunkten på SVT (2024).

## Musikkarriär
Martin Rosengardten har verkat som batterist och spelade trummor i The Ark under 1992–2000. Han medverkade på skivan Racing with the Rabbits, men slutade i bandet när det fick skivkontrakt och började då ägna sig helt åt teater. Han ersattes av Sylvester Schlegel, som var med i bandet ända till dess upplösning 2011.

## Teater

### Roller
| År   | Roll                                     | Produktion                                                               | Regi            | Teater                 |
| ---- | ---------------------------------------- | ------------------------------------------------------------------------ | --------------- | ---------------------- |
| 2001 | En av Oberons älvor                      | En midsommarnattsdröm (A Midsummer Night's Dream) William Shakespeare    | John Caird      | Dramaten               |
| 2002 | Lars Hjortsberg                          | Gustaf III & Dramaten Staffan Roos                                       | Staffan Roos    | Dramaten               |
| 2002 | Bosse/Mio                                | Mio, min Mio Kristina Lugn                                               | Stina Ancker    | Stockholms stadsteater |
| 2004 | Fortinbras Hovman Budbärare Skådespelare | Hamlet William Shakespeare                                               | Philip Zandén   | Stockholms stadsteater |
| 2005 | Jimmy, tjuv                              | Tolvskillingsoperan (Die Dreigroschenoper) Bertolt Brecht och Kurt Weill | Lars Rudolfsson | Stockholms stadsteater |
| 2006 | Lyngstrand                               | Frun från havet (Fruen fra havet) Henrik Ibsen                           | Sara Cronberg   | Stockholms stadsteater |
| 2019 | Jamie                                    | Ett självmords anatomi (Anatomy of a suicide) Alice Birch                | Suzanne Osten   | Malmö Stadsteater      |

### Regi
| År   | Produktion                                                                                          | Upphovsmän                                             | Teater                                                                                                   |
| ---- | --------------------------------------------------------------------------------------------------- | ------------------------------------------------------ | --- |
| 2010 | 4 X Mark Ravenhill                                                                                  | Mark Ravenhill                                         | Stockholms stadsteater regi tillsammans med Hilde Brinchmann Børresen, Tatu Hämäläinen och Jens Karlsson |
| 2016 | Ensam                                                                                               | Alfhild Agrell                                         | Östgötateatern                                                                                           |
| 2017 | Det svarta vattnet Das Schwarze Wasser                                                              | Roland Schimmelpfennig Översättning Ulf Peter Hallberg | Malmö Stadsteater                                                                                        |
| 2021 | Inatt blir allting annorlunda - Discoteca Paraiso Diese Nacht wird alles anders - Discoteca paraiso | Roland Schimmelpfennig Översättning Ulf Peter Hallberg | Kulturhuset Stadsteatern                                                                                 |
| 2021 | Son Fader Moder                                                                                     | Lars Norén                                             | Malmö stadsteater                                                                                        |
| 2022 | Dance Nation                                                                                        | Clare Barron Översättning Pamela Jaskoviak             | Kulturhuset Stadsteatern                                                                                 |
| 2024 | Nattvak                                                                                             | Alejandro Leiva Wenger                                 | Göteborgs stadsteater                                                                                    |
| 2025 | Flickan från landet i norr                                                                          | Conor McPherson                                        | Malmö stadsteater                                                                                        |

### Scenografi
| År   | Produktion      | Upphovsmän                                 | Regi                | Teater                   |
| ---- | --------------- | ------------------------------------------ | ------------------- | ------------------------ |
| 2021 | Son Fader Moder | Lars Norén                                 | Martin Rosengardten | Malmö stadsteater        |
| 2022 | Dance Nation    | Clare Barron Översättning Pamela Jaskoviak | Martin Rosengardten | Kulturhuset Stadsteatern |

### Fotnoter
1. ↑  Sveriges befolkning
1990:
Lundgren Rosengarten, Hans Martin
(76-02-28)